# 民主進歩党 (シンガポール)
民主進歩党（DPP、Democratic Progressive Party）はシンガポールの政党。

## 歴史
1973年3月16日に労働者党を離脱したものたちによって統一戦線（United Front）が結成された。1982年3月5日にシンガポール統一戦線（Singapore United Front）へと名称を変更した。しかし、1988年初頭に党員たちは再び労働者党に戻り、活動は停止。党員がいなくなったものの、政府の登録政党としては存在し続けた。
1988年シンガポール通常選挙後以前の党員がシンガポール統一戦線に戻り民主進歩党へと名称を変更した。
1997年シンガポール通常選挙と2001年シンガポール通常選挙にタン・リード・シェイクとタン・スー・プアンの父子が立候補したが結果は芳しくなかった。1997年にはタン・スー・プアンがチュア・チュー・カン単独選挙区で立候補したが、供託金が返還される12.5%の得票が得られずS$6,000を失い、2001年にはタン・リード・シェイクも同様の理由でアヤ・ラジャー単独選挙区でS$13,000を失った。
2006年シンガポール通常選挙にタン・リードシェイクはシンガポール民主連盟から立候補し、民主進歩党から除名された。
2011年シンガポール通常選挙では議席を獲得できなかった。
2013年に後に書記長となるベンジャミン・ピー（Benjamin Pwee）を含む数人がシンガポール民主連盟から民主進歩党に参加した。